# Piacenza Football Club 1929-1930
Questa pagina raccoglie le informazioni riguardanti il Piacenza Football Club nelle competizioni ufficiali della stagione 1929-1930.

## Stagione
Nella stagione 1929-1930 il Piacenza ha disputato il girone B del campionato di Prima Divisione. Con 27 punti ha ottenuto il settimo posto in classifica; il torneo è stato vinto dal Derthona di Tortona con 40 punti, che gli hanno valso la promozione in Serie B.

## Rosa
| N. |                   | Ruolo | Calciatore         |
| -- | ----------------- | ----- | ------------------ |
|    | Italia (bandiera) | A     | Giuseppe Baldrighi |
|    | Italia (bandiera) | C     | Giovanni Bergonzi  |
|    | Italia (bandiera) | D     | Pietro Bolledi     |
|    | Italia (bandiera) | C     | Aldo Boselli       |
|    | Italia (bandiera) | C     | Mario Gardano      |
|    | Italia (bandiera) | A     | Giuseppe Cella     |
|    | Italia (bandiera) | C     | Cesare Curtoni     |
|    | Italia (bandiera) | C     | Giulio Delmiglio   |
|    | Italia (bandiera) | D     | Walter Fabbri      |
|    | Italia (bandiera) | C     | Aldo Gobbi         |

| N. |                   | Ruolo | Calciatore        |
| -- | ----------------- | ----- | ----------------- |
|    | Italia (bandiera) | C     | Giulio Loranzi    |
|    | Italia (bandiera) | D     | Alfredo Massari   |
|    | Italia (bandiera) | A     | Luigi Merli       |
|    | Italia (bandiera) | A     | Angelo Novella    |
|    | Italia (bandiera) | P     | Giovanni Penzi    |
|    | Italia (bandiera) | P     | Giovanni Perfetti |
|    | Italia (bandiera) | D     | Giuseppe Rapetti  |
|    | Italia (bandiera) | A     | Antonio Rossetti  |
|    | Italia (bandiera) | C     | Adolfo Salamoni   |
|    | Italia (bandiera) | C     | Renato Tammi      |